# Kléberson
Kléberson, mit vollem Namen José Kléberson Pereira (* 19. Juni 1979 in Uraí), ist ein ehemaliger brasilianischer Fußballspieler.
Der Mittelfeldspieler gewann mit Brasilien die Fußball-Weltmeisterschaft 2002. Seit 2016 spielt er für die US-amerikanische Fußballmannschaft Fort Lauderdale Strikers in der North American Soccer League.

## Karriere

### Verein
Seine Profikarriere begann Kléberson 1997 als 18-Jähriger bei PSTC Londrina. Ein Jahr später wechselte er zum aufstrebenden Klub Athletico Paranaense. Dort entwickelte er sich zum Leistungsträger und brasilianischen Nationalspieler. 2000 und 2001 gewann der Mittelfeldspieler mit Paranaense die Staatsmeisterschaft von Paraná sowie 2001 die Campeonato Brasileiro de Futebol, die brasilianische Fußballmeisterschaft. Seine starken Leistungen brachten den Offensivspieler in die Notizblöcke von Scouts europäischer Top-Teams.
Am 12. August 2003 kam es schließlich zum Wechsel nach England, wo er bei Manchester United unterzeichnete. Dort sollte er den abgewanderten Juan Sebastián Verón ersetzen. Bereits bei seinem zweiten Spiel für die Red Devils verletzte sich der Brasilianer und fiel lange Zeit aus. Nach seinem Comeback schaffte er den Durchbruch bei United nicht.
Aus diesem Grund verließ er den Verein im Sommer 2005 und wechselte zum türkischen Klub Beşiktaş Istanbul. Bei den Bosporus-Kickern unterzeichnete Kléberson einen Drei-Jahres-Vertrag. Mit den Türken gewann er den nationalen Pokal und Super-Pokal. Obwohl er regelmäßig zum Einsatz kam, im ersten Jahr kam er auf 31 Ligaeinsätze, erfüllte er seinen Vertrag nicht. Grund waren nicht gezahltes Gehalt und beide Seiten lösten den Vertrag auf.
Bereits zwei Spielzeiten später zog es den Mittelfeldspieler wieder in die Heimat, wo er im Traditionsklub Flamengo Rio de Janeiro einen neuen Verein fand. Dort kam er vorerst nur im Reserve-Team zum Einsatz, ehe er in den Erstligakader berufen wurde. Erst nach den Abgängen von Renato Augusto und Marcinho übernahm er eine tragende Rolle bei den Rot-Schwarzen. Nachdem er sich einen Platz in der Stammelf erarbeitete, folgte am 12. August 2009 ein Rückschlag für Kléberson, als er sich im Ligaspiel die Schulter verletzte und operiert werden musste. So fiel er mehrere Monate aus.
Noch vor Jahresschluss gab er sein Comeback und konnte mit Rio die brasilianische Meisterschaft feiern. 2010 dachten die Flamengo-Verantwortlichen über ein Tauschgeschäft mit ZSKA Moskau nach, um Vágner Love nach Rio zu holen. Dazu kam es aber nicht.
Im Juni 2012 wechselte Kléberson zum EC Bahia. Im März 2013 wurde er in einem Tauschgeschäft mit Freddy Adu an Philadelphia Union verliehen.
Am 25. März 2014 wechselte er zu Indy Eleven und im Januar 2016 zu den Fort Lauderdale Strikers, wo er seine aktive Laufbahn beendete. Im Anschluss wurde er 2017 Nachwuchstrainer bei Philadelphia Union.

### Nationalmannschaft
Kléberson gab sein Debüt am 31. Januar 2002 beim 6:0-Sieg über Bolivien und schoss dabei gleich ein Tor. In den folgenden Monaten wurde er zu einem wichtigen Teil der Mannschaft, die nur knapp die WM-Qualifikation schaffte. Folglich wurde er in den Kader für die WM in Japan und Südkorea berufen. Bei der Weltmeisterschaft 2002, die Brasilien mit dem Titelgewinn abschloss, spielte Kléberson fünf Partien.
Ein Jahr darauf war er im Kader für den Konföderationen-Pokal 2003, wo Brasilien aber bereits in der Vorrunde ausschied. Kléberson wurde in allen drei Gruppenspielen eingesetzt. Mit seinem Wechsel nach Europa verschlechterte sich die Einsatzzeit des Mittelfeldspielers in der Landesauswahl. Zwar nahm er an der Copa América 2004 teil, die die Brasilianer gewannen, war dort aber nur mehr noch Reservist. Von sechs möglichen Partien absolvierte Kléberson fünf, wurde aber vier Mal nur eingewechselt.
In der Nationalelf spielte Kléberson nur eine Partie in der Qualifikation für die Weltmeisterschaft 2006 und stand auch nicht im Kader des Teams, das in Deutschland antrat. Nach einer viereinhalbjährigen Pause kam er am 10. Juni 2009 zu seinem Comeback in der Seleção und er spielte anschließend auch beim Confed Cup 2009 in Südafrika.
Im Mai 2010 nominierte ihn schließlich Trainer Carlos Dunga für die Weltmeisterschaft in Südafrika. Dort stand er allerdings nur in einem Spiel auf dem Platz.

## Erfolge

### Verein
- Staatsmeisterschaft von Paraná mit Athletico Paranaense: 2000, 2001
- Campeonato Brasileiro de Futebol mit Athletico Paranaense: 2001
- FA-Cup-Sieger 2004 mit Manchester United
- Türkischer Pokal 2006 und 2007 mit Beşiktaş Istanbul
- Türkischer Supercup 2006 mit Beşiktaş Istanbul
- Campeonato Brasileiro de Futebol mit Flamengo Rio de Janeiro: 2009

### Nationalmannschaft
- Weltmeister 2002 mit Brasilien
- Gewinner der Copa América 2004 mit Brasilien
- Gewinner des Konföderationen-Pokal 2009 mit Brasilien

### Turniere
- Weltmeisterschaft 2002
- Konföderationen-Pokal 2003
- Copa América 2004
- Konföderationen-Pokal 2009